# فيكتوريا كاسبي
فيكتوريا ميشيل (بالإنجليزية: Victoria Kaspi)‏ (من مواليد 30 يونيو 1967) هي الفيزيائية الفلكية الأمريكية الكندية وأستاذة في جامعة ماكجيل. تتعلق أبحاثها في المقام الأول بالنجوم النيوترونية والنجوم النابضة. 

## السيرة الشخصية
ولدت كاسبي في أوستن، تكساس، ولكن عائلتها انتقلت إلى كندا عندما كانت في السابعة من عمرها. أكملت دراستها الجامعية في ماكجيل في عام 1989، ثم ذهبت إلى جامعة برينستون لدراستها العليا، وأكملت درجة الدكتوراة في عام 1993 تحت إشراف عالم الفيزياء الفلكية الحائز على جائزة نوبل جوزيف تايلور لها عدة مناصب في معهد كاليفورنيا للتكنولوجيا، ومختبر الدفع النفاث، ومعهد ماساتشوستس للتكنولوجيا، أخذت منصب هيئة التدريس في ماكجيل في عام 1999. في ماكجيل،شغلت واحدة من كراسي أبحاث ماكجيل في كندا  وفي عام 2006 تم تعيينها أستاذة لورن تروتييه للفيزياء الفلكية. وهي أيضا زميلة في المعهد الكندي للبحوث المتقدمة.
كاسبي يهودية. زوجها ديفيد لانجبن، هو طبيب أمراض القلب في ماكجيل ورئيس قسم أمراض القلب في مستشفى سير مورتيمر بي. ديفيز اليهودي العام في مونتريال.

## الأبحاث
أظهرت ملاحظات كاسبي للنجم النابض المرتبط ببقايا المستعرات الأعظمية G11.2−0.3 في كوكبة القوس، باستخدام مرصد تشاندرا للأشعة السينية، أن النجم النابض كان في المركز الدقيق للسوبرنوفا، الذي لاحظه الصينيون في عام 386 م.
كانت هذه النجوم النابضة هي ثاني النجوم النابضة المعروفة المرتبطة ببقايا السوبرنوفا، الأولى من نوعها في سديم السلطعون، وقد عززت دراساتها إلى حد كبير العلاقة المخمّنة بين النجوم النابضة والسوبرنوفا. بالإضافة إلى ذلك، هذه الملاحظة يلقي ظلالا من الشك على الطرق السابقة لتاريخ النجوم النابضة حسب معدل دورانها. هذه الطرق أعطت النجم النابض عمرًا كان 12 مرة أعلى من أن يطابق المستعر الأعظم.
أظهر بحث كاسبي أن مكررات جاما اللينة، والمصادر الفلكية لانفجارات أشعة جاما غير المنتظمة، ونبضات أشعة إكس الشاذة، النابضات تدور ببطء مع حقول مغناطيسية عالية، يمكن تفسيرها على أنها مغناطيسات. 
ساعدت أيضًا في اكتشاف النجم النابض بأسرع معدل دوران معروف، PSR J1748-2446ad، مجموعات نجوم ذات تركيز عال من النجوم النابضة، و (باستخدام غرين بانك تلسكوب) «إعادة التدوير الكوني» لبطء النجم النابض في بولسار النابض أسرع بكثير. 

## الجوائز والتكريم
فازت كاسبي بجائزة آني ج. كانون في علم الفلك من الجمعية الفلكية الأمريكية في عام 1998، وميدالية هيرزبرغ للرابطة الكندية للفيزيائيين في عام 2004، وحصلت على جائزة ستايسي في عام 2006، ميدالية راذرفورد التذكارية للجمعية الملكية كندا في عام 2007، وPrix Marie-Victorin، وهي أعلى جائزة علمية في مقاطعة كيبيك، في عام 2009.  في عام 2010، أصبحت زميلة في الجمعية الملكية. حصلت كاسبي على جائزة جون سي بولاني في عام 2010. في عام 2016، حصلت على جائزة جيرهارد هرزبرج كندا الذهبية للعلوم والهندسة، وهي أول امرأة تحصل على هذه الجائزة.  في عام 2016، تم استثمار كاسبي كرفيق لأمر كندا، وحصلت على ثاني أعلى وسام مدني في كندا.